# Sirochloa parvifolia
Sirochloa parvifolia là một loài thực vật có hoa trong họ Hòa thảo. Loài này được (Munro) S.Dransf. mô tả khoa học đầu tiên năm 2002.